# Luis Váez de Torres
Luis Vaz de Torres, también Luis Váez de Torres (¿1565?-1610/¿1614?) fue un marino y explorador que navegó al servicio de la Corona española. Fue el primer navegante europeo conocido que se sabe que atravesó el estrecho entre Australia y la isla de Nueva Guinea, que desde entonces lleva su nombre, estrecho de Torres y divisando por primera vez tierra australiana a la que denominó como Austrialia del Espíritu Santo  en honor a la Casa de Austria entonces reinante en España.

## Orígenes y primeros años
Nada se sabe de sus orígenes. Se desconocen el año y el lugar de su nacimiento, aunque, asumiendo que tenía cerca de cuarenta años en 1606, se estima que habría nacido como fecha más probable alrededor de 1565.
Desde el siglo XIX, ha sido considerado por los portugueses y algunos historiadores británicos como portugués, sin proporcionar más prueba que su nombre, que podría ser tanto portugués como gallego. Sin embargo, todos sus escritos, en los que dice estar siempre al servicio de la Corona española, están redactados en español y tampoco hay ninguna referencia a que fuera portugués; y son los mismos informes que sí son claros en varias observaciones hechas por los miembros de la tripulación durante el largo viaje en cuanto al origen portugués del oficial al mando de la expedición, Quirós. Torres es recordado por haber sido llamado bretón durante el viaje, lo que apuntaría a un origen en las provincias del noroeste de España, en Galicia.
Torres, en algún momento, entró en el servicio naval de la Corona Española y fue destinado a las posesiones en Sudamérica. A finales de 1605 aparece por primera vez en los registros históricos al ser designado capitán de la segunda nave en una expedición al Pacífico.

## La expedición de Quirós

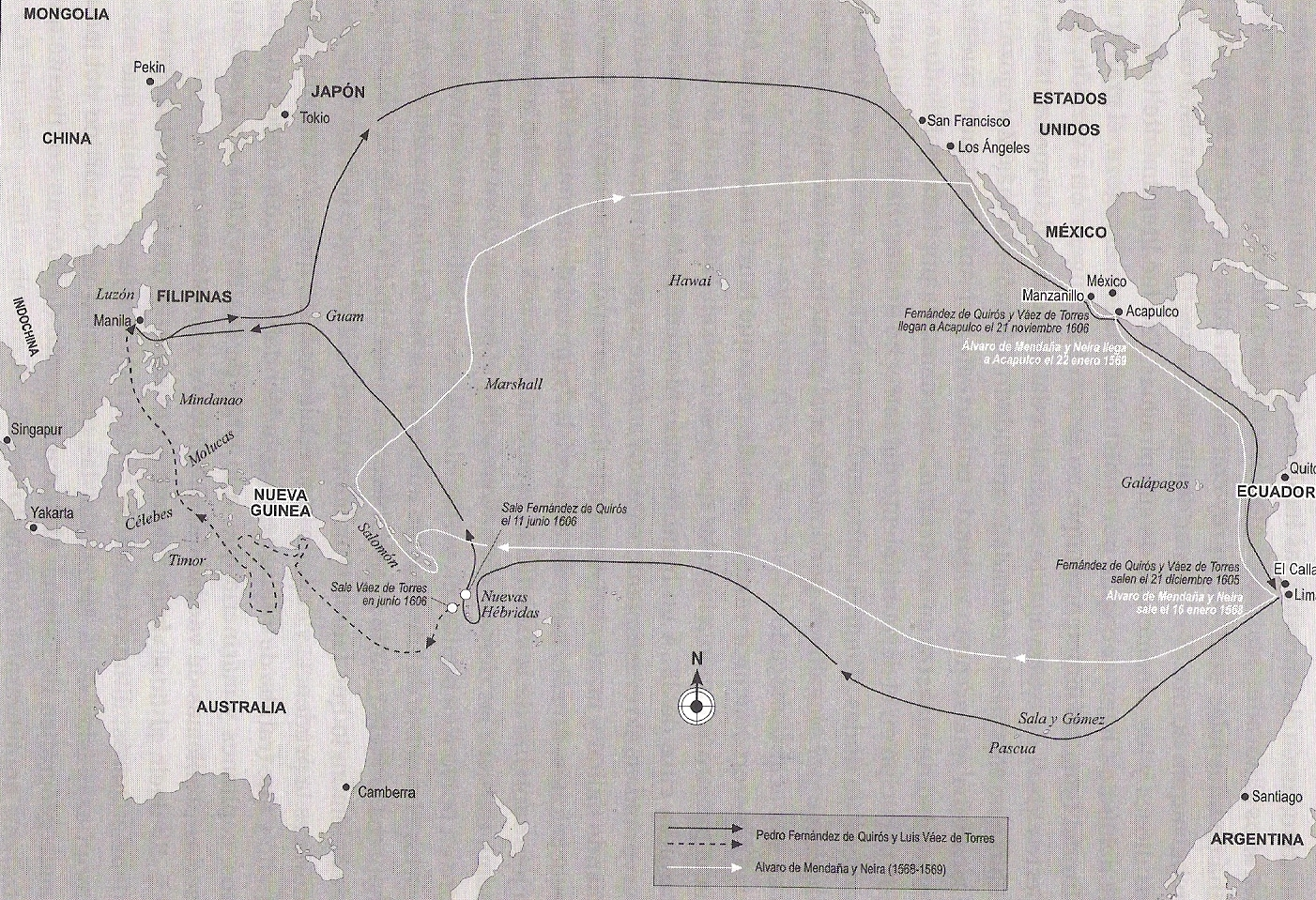
La expedición en color claro es el primer viaje del español Mendaña al Pacífico (1568), quien descubrió las islas Salomón. La expedición en oscuro es el viaje de Quirós en 1606, quien descubrió las Vanuatu. La línea de puntos representa el viaje de Torres tras separarse de Quirós, el cual pasó por el estrecho que hoy lleva su nombre.

### Antecedentes
La Corona española organizó tres viajes entre 1565 y 1605 intentando descubrir la mítica Terra Australis Incognita, un continente situado hacia el sur del océano Pacífico. Las dos primeras, mandadas por Álvaro de Mendaña, fracasaron en ese intento aunque descubrieron las islas Salomón, Guadalcanal, las Marquesas y otras. En el segundo viaje murió Mendaña y el piloto mayor, Pedro Fernández de Quirós, llevó la expedición de vuelta a Nueva España. Curiosamente dieron el nombre a las islas Salomón porque las identificaron con la mítica Ofir, donde el rey hebreo Salomón enviaba sus naves en busca de oro, a pesar de que no encontraron oro en ellas.

### El viaje
Pedro Fernández de Quirós, el piloto de la segunda expedición, un navegante de origen portugués, mandó la tercera expedición al frente de una flota de tres barcos, el San Pedro y San Pablo (150 toneladas), el San Pedro (120 toneladas) y el patache Los Tres Reyes Magos. Los tres barcos partieron de El Callao, el puerto español en el Perú, el 21 de diciembre de 1605, con Torres al mando del San Pedro. En mayo de 1606 llegaron a una isla del archipiélago de las Nuevas Hébridas, que Quirós bautizó como «La Austrialia (sic) del Espíritu Santo» (ahora Vanuatu), mezclando las palabras «Austral», en alusión a la mítica Terra Australis y «Austria», en honor de la Casa de Austria, a la que el rey de España pertenecía.
Después de seis semanas los barcos de Quirós se hicieron de nuevo a la mar otra vez para explorar la costa. En la noche del 11 de junio de 1606, Quirós, en el San Pedro y San Pablo, se separó de los otros barcos por el mal tiempo y no pudo (o eso dijo más adelante) volver a la seguridad del fondeadero en Espíritu Santo. Entonces viajó a Acapulco, en Nueva España, adonde llegó en noviembre de 1606. En el relato de Prado, que es muy crítico con Quirós, las razones de la desaparición de Quirós se atribuyen a un motín y a su falta de liderazgo. Sobre Torres nada dice respecto a este asunto más que «su condición era diferente de la del capitán de Quirós».

### Torres asume el mando
Permaneció en Espíritu Santo durante 15 días antes de abrir las órdenes selladas que le habían sido dadas por el virrey del Perú. Estas instrucciones indicaban qué camino seguir si las naves se separaban y quién quedaría al mando en el caso de la pérdida de Quirós. Las órdenes parecen haber listado a Diego de Prado y Tovar como sucesor de Quirós, ya que era el capitán-entretenido (capitán en la reserva) en el viaje. Sin embargo, existen abrumadoras evidencias de que Torres sí ejerció el mando, incluyendo la narración del mismo Prado.

### La costa sur de Nueva Guinea y el estrecho de Torres

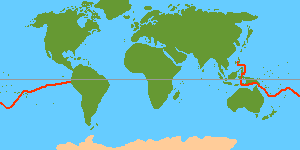
Expedición de Torres.

El 26 de junio de 1606, sabiendo ya que «Austrialia del Espíritu Santo» era una isla, el San Pedro y Los Tres Reyes Magos, al mando de Torres, partieron hacia Manila. Los vientos contrarios impidieron que los barcos siguiesen una ruta más directa a lo largo de la costa norte de Nueva Guinea, ya conocida. El relato de Prado da cuenta de que avistaron tierra el 14 de julio de 1606, que probablemente fuera la isla de Tagula, en el archipiélago de las Luisiadas, al sureste de Nueva Guinea. El viaje continuó durante los siguientes dos meses, realizando una serie de desembarcos para reponer alimentos y agua para los barcos y tomar posesión de esas tierras para España. Ello los puso en contacto estrecho y, en ocasiones violento, con los pueblos indígenas locales. Prado y Torres informan ambos de la captura de veinte personas, entre ellas una mujer embarazada que dio una luz varias semanas más tarde. Prado dibujó una serie de cartas esquemáticas de los anclajes en el golfo de Papúa, varias de las cuales aún se conservan.
Durante muchos años se supuso que Torres siguió una ruta cerca de la costa de Nueva Guinea para navegar los 150 km del estrecho que lleva su nombre, pero en 1980 el historiador y capitán de Queensland, Brett Hilder, demostró la mayor probabilidad de que Torres hubiera tomado una ruta más austral a través del canal que ahora se llama estrecho Endeavour, muy próximo al Estrecho de Torres. Desde esta posición ciertamente habría avistado el extremo norte del continente australiano, concretamente el cabo de York. Independientemente de lo que haya hecho, el pragmático y tranquilo Torres nunca afirmó que había avistado el continente austral y se limitó a señalar que había pasado a través del estrecho. La expedición demostró que Nueva Guinea no formaba parte del tan deseado continente. No fue así con Diego de Prado y Tovar que resaltaba en su solicitud al rey Felipe III la importancia de cristianizar la Austrialia (sic, "i" intercalada), bautizada por ellos así en honor a los Austrias. Y pedía explícitamente hacerlo de manera más cristiana que en las Indias Occidentales.
El 27 de octubre Torres llegó al extremo occidental de Nueva Guinea y se dirigió al norte de las islas de Ceram y Misool hacia el mar de Halmahera. A principios de enero de 1607 llegó al puerto de Ternate, en la isla homónima parte de las islas de las Especias. Navegó el 1 de mayo hacia Manila llegando el 22 de mayo.

## Resultados de la expedición
Torres tenía la intención de presentar personalmente a los cautivos, amas y un informe detallado al rey a su regreso a España. Su breve relato del viaje así lo indica. Sin embargo, parece que no había interés en Manila en equipar su viaje de regreso a España, y le dijeron que sus naves y hombres eran necesarios localmente para prestar servicios al rey.
El 1 de junio de 1607 arribaron a Manila dos barcos procedentes de América del Sur, siendo uno de ellos el antiguo barco de Quirós, el San Pedro y San Pablo, ahora bajo otro nombre, pero con algunos de sus anteriores tripulantes todavía a bordo. Al enterarse de que había sobrevivido Quirós, Torres de inmediato le escribió un informe de su viaje. A pesar de que ese informe desapareció, Quirós mismo se refirió a él en algunos de sus muchos memoriales al rey, esgrimiéndolo en favor de otro viaje.
Torres, su tripulación y sus cautivos desaparecen por completo de los registros históricos en este punto, y su suerte posterior se desconoce. Prado volvió a España, posiblemente llevando a uno de los cautivos de Nueva Guinea con él. La mayoría de los documentos de los descubrimientos de Torres no fueron publicados pero, al llegar a España, fueron guardados en los Archivos españoles, incluyendo el largo relato de Prado y las cartas que lo acompañaban. En algún momento entre 1762 y 1765, en el periodo de la toma de Manila a manos inglesas, las narraciones escritas de la expedición de Torres fueron vistas por el hidrógrafo del Almirantazgo Británico Alexander Dalrymple. Dalrymple proporcionó un mapa esquemático que incluía los Viajes de Quirós-Torres a Joseph Banks, que sin duda habría proporcionado esa información a James Cook.

## Relatos del viaje
Hay una serie de documentos que describen los viajes de Quirós-Torres que aún existen, siendo los más significativos los siguientes:
- Muchos Informes y memoriales posteriores enviados al rey Felipe III relativos al viaje y posterior exploración;[23]
- Breve relato de Torres al rey (escrito en julio de 1607);[12]
- Narración de Prado Relación Sumaria (escrito primero en 1608) y 4 cartas de Nueva Guinea;[24]
- Memorial de Juan Luis Arias de Loyola al rey Felipe IV (escrito hacia 1630 y basado en las discusiones entre Quirós y Loyola).[25]

1617 puede ser la fecha de la primera traducción al inglés de uno de los informes de Quirós, Terra Australis Incognita o A New Southerne Discoverie. Un breve relato del viaje de Quirós y sus descubrimientos fue publicado en inglés por Samuel Purchas en 1625 en Haklvytvs posthumus o Pvrchas his Pilgrimes, vol. IV, pág.. 1422-32. Esta narración parece estar basada en una carta de Quirós al rey en 1610, la octava sobre la materia.